# Frederic I de Mecklenburg-Schwerin
Frederic I de Mecklenburg-Grabow (en alemany Friedrich zu Mecklenburg) va néixer a Schwerin (Alemanya) el 13 de febrer de 1638 i va morir a Grabow el 28 d'abril de 1688. Era fill del duc Adolf Frederic I (1588-1658) i de la seva segona dona Caterina de Brunsvic-Dannenberg (1616-1665).
Des de 1658 va ostentar el títol de duc de Mecklenburg-Grabow. Però tot i morir sense descendència els seus germanastres, Frederic mai va arribar al govern del ducat de Mecklenburg-Schwerin, títol que van heretar directament els seus fills. A partir de 1669 va viure al castell familiar de Grabow, on morí a causa d'un incendi.

## Matrimoni i fills
El 28 de maig de 1671 es va casar amb Cristina Guillemina de Hessen-Homburg (1653-1722), filla de Guillem Cristòfol de Hessen-Homburg (1625-1681) i de Sofia Elionor de Hessen-Darmstadt (1634-1663). El matrimoni va tenir quatre fills:
- Frederic Guillem (1675-1713), casat amb Sofia Carlota de Hessen-Kassel (1678-1749).
- Carles Leopold (1678-1747), casat amb Tsarevna Caterina de Rússia (1691-1733), germana de l'emperadriu Anna Ivanovna de Rússia.
- Cristià Lluís (1683-1756), casat amb la seva cosina Gustava Carolina (1694-1748).
- Sofia Lluïsa (1685-1735), casada amb Frederic I de Prússia (1657-1713).